# Koshihikari

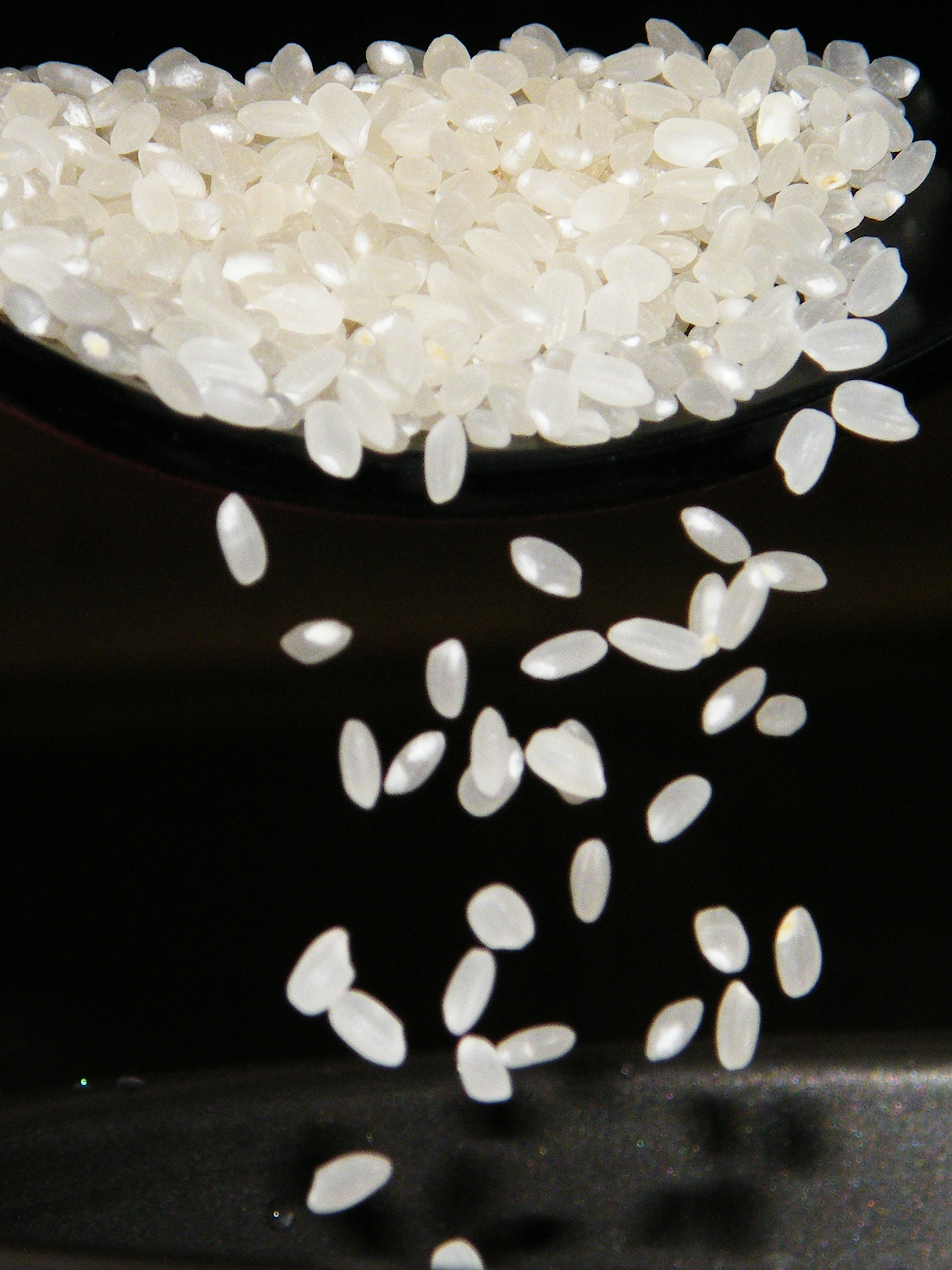
Koshihikari

Koshihikari (コシヒカリ, 越光) é a variedade de arroz mais cultivada no Japão. Frequentemente utilizado no preparo de sushi por suas características especiais de aroma e sabor.

## Características
Foi criado em 1956, através da combinação de 2 diferentes cepas de Nourin No.1 e Nourin No.22. Tornou-se muito popular no Japão, em parte devido à sua boa aparência. É uma das variedades mais cultivadas de arroz no país e dizem que seu sabor é diferente em cada região.
Parece ser muito suscetível à doença conhecida como magnaporthe grisea.